# Король тигров: Убийство, хаос и безумие
«Король тигров: Убийство, хаос и безумие» (англ. Tiger King: Murder, Mayhem and Madness) — американский криминальный документальный мини-сериал, рассказывающий о жизни держателя зоопарка Джо Экзотика. Премьера состоялась на стриминговой платформе Netflix 20 марта 2020 года. Фильм фокусирует внимание на противостоянии зоозащитницы Кэрол Баскин и коллекционера диких животных Джо Экзотика, которого Баскин обвиняет в эксплуатации зверей.

## Описание
Внимание приковано к небольшому сообществу людей, которые либо коллекционируют диких животных и держат частные зоопарки, либо пытаются их спасти, организовывая заповедники. В центре истории Джо Экзотик, эксцентричный владелец зоопарка G.W. Zoo в Оклахоме, и его долговечная вражда с Кэрол Баскин, зоозащитницей и генеральным директором заповедника Big Cat Rescue во Флориде. Сама Баскин называет себя активисткой за права животных и своей миссией считает спасение больших кошек, которых разводят в неволе. Но Экзотик уверен, что она ничем от него не отличается и просто хочет устранить конкуренцию. Они обмениваются видео с угрозами и обвинениями в сторону друг друга. Джо Экзотик предполагает, что Баскин убила своего второго мужа, Дона Льюиса, который пропал в 1997, и скормила его тиграм.
Личная жизнь Джо тоже становится объектом всеобщего интереса. В сериале показывают его неофициальный тройной гомосексуальный брак с Трэвисом Малдонадо и Джоном Финлей и его последующие отношения с будущим мужем Диллоном Пэсседж. Он баллотировался на пост президента США в 2016 году, а позже, в 2018 году, на пост мэра Оклахомы. Продюсер Рик Кирхам рассказывает о взлете и падении видеоподкаста «Joe Exotic TV», который он хотел выпустить в виде сериала, но весь отснятый материал странным образом был уничтожен. Мини-сериал описывает события, которые привели к тому, что Джо Экзотик был осужден за попытку убийства по найму. По версии следствия, владелец зоопарка пытался расправиться со своей неприятельницей Кэрол Баскин. Джо Экзотика приговорили к 22 годам заключения в федеральной тюрьме.

## Серии

### Сезон 1
| № | Название                        | Режиссёр                   | Дата премьеры  |
| --- | ------------------------------- | -------------------------- | -------------- |
| 1 | «Не ваш обычный Джо»            | Эрик Гуд и Ребекка Чайклин | 20 марта 2020  |
| Поприветствуем Джо Экзотика, главу огромного парка с большими кошками в Оклахоме. Его обвиняют в найме киллера для убийства самого заклятого врага Джо, Кэрол Баскин.                |                                 |                            |                |
| 2 | «Культ личности»                | Эрик Гуд и Ребекка Чайклин | 20 марта 2020  |
| Бесконечные рабочие дни, почти никакой зарплаты и причуды эксцентричных боссов: все ли работники парков с большими кошками всего лишь шестеренки в огромной паутине культа личности. |                                 |                            |                |
| 3 | «Секрет»                        | Эрик Гуд и Ребекка Чайклин | 20 марта 2020  |
| Прошлое Кэрол отбрасывает на нее тень подозрения. Хоть она и утверждает, что она невиновна, Джо счастлив, что у него появилась возможность обвинить заклятого врага.                 |                                 |                            |                |
| 4 | «Играя с огнем»                 | Эрик Гуд и Ребекка Чайклин | 20 марта 2020  |
| Экзотик все больше старается стать интернет и ТВ звездой, но неожиданное происшествие рушит все его планы.                                                                           |                                 |                            |                |
| 5 | «Сделаем Америку снова Экзотик» | Эрик Гуд и Ребекка Чайклин | 20 марта 2020  |
| Джо с головой погружается в политику и в то же время проходит через свой собственный ад в личной жизни.                                                                              |                                 |                            |                |
| 6 | «Благородное дело»              | Эрик Гуд и Ребекка Чайклин | 20 марта 2020  |
| Джеймс Гарретсон делает шокирующее заявление о Джо Экзотике, которое ведет к тому, что в дело вмешивается ФБР. Джо думает, что Джефф и Джо его подставили.                           |                                 |                            |                |
| 7 | «Развенчанный»                  | Эрик Гуд и Ребекка Чайклин | 20 марта 2020  |
| Джо слышит музыку в зале суда, но заявляет, что история еще не окончена. Перспективы бизнеса Джеффа рушатся. Бывшие работники зоопарка Джо пытаются жить дальше.                     |                                 |                            |                |
| 8 | «Король тигров и я»             | Эрик Гуд и Ребекка Чайклин | 12 апреля 2020 |
| Специальный эпизод с ведущим Джоэлом Макхейлом. |                                 |                            |                |

### Сезон 2
| № | Название             | Режиссёр                   | Дата премьеры  |
| --- | -------------------- | -------------------------- | -------------- |
| 9 | «Прошу помилования»  | Эрик Гуд и Ребекка Чайклин | 17 ноября 2021 |
| После того как Джо оказался в тюрьме, другие участники сериала пытаются нажиться на его славе. Тем временем формируется команда, которая будет добиваться от Дональда Трампа президентского помилования. |                      |                            |                |
| 10 | «Дневники Кэрол»     | Эрик Гуд и Ребекка Чайклин | 17 ноября 2021 |
| Возрожденный интерес к исчезновению Дона заставляет власти, журналистов и его детей расследовать, как, когда и был ли он вообще убит.                                                                    |                      |                            |                |
| 11 | «Охота за головами»  | Эрик Гуд и Ребекка Чайклин | 17 ноября 2021 |
| Дочери Дона активизируют свои попытки узнать больше о судьбе своего отца. Версия событий Кэрол подвергается дальнейшей проверке.                                                                         |                      |                            |                |
| 12 | «Лживый король»      | Эрик Гуд и Ребекка Чайклин | 17 ноября 2021 |
| Джефф переходит в оборону, когда знакомые и бывшие соратники обвиняют его в проступках. Тем временем Тим сталкивается с юридическими проблемами в Индиане.                                               |                      |                            |                |
| 13 | «Старк сходит с ума» | Эрик Гуд и Ребекка Чайклин | 17 ноября 2021 |
| Тим клянется стоять на своем. Джефф вступается за Джо, но последнее ошеломляющее заявление от знакомого всем человека вновь переворачивает историю с ног на голову.                                      |                      |                            |                |

## Съёмочная группа
- Джо Экзотик — владелец G.W. Zoo
- Джон Финлей — муж Джо
- Джон Райнк — менеджер G.W. Zoo
- Келси «Сафф» Саффери — смотрительница в G.W. Zoo
- Эрик Коуи — смотритель в G.W. Zoo
- Рик Кирхам — ТВ продюсер на программе «JoeExoticTV»
- Трэвис Малдонадо — муж Джо
- Джошуа Дайл — лидер предвыборной кампании Джо
- Аллен Гловер — нанятый киллер
- Диллон Пэсседж — третий муж Джо
- Кэрол Баскин — глава Big Cat Rescue
- Бхагаван Энтл — директор Института исчезающих и редких видов
- Говард Баскин — муж Кэрол
- Джефф Лоу — новый владелец G.W. Zoo
- Джеймс Гарретсон — инвестор G.W. Zoo
- Тим Старк — основатель Wildlife in Need
- ДжейПи Уилсон — фокусник, который выступал с Джо

## Критика
На сайте-агрегаторе Rotten Tomatoes рейтинг сериала составляет 86 % на основе 98 обзоров со средним рейтингом 7,98/10. Консенсус критиков гласит: «Причудливая и правдивая история преступления, которую нужно увидеть, чтобы поверить, „Король тигров“ — это запутанный и увлекательный портрет одержимости, вышедшей из-под контроля».
На Metacritic первый сезон получил 76 баллов из 100 на основе 15 рецензий, что свидетельствует о «в целом благоприятных отзывах».
Егор Беликов из Искусства Кино назвал «Короля тигров» одним из лучших фильмов 2020 года.
В статье для Esquire Егор Москвитин отметил, что проект является «хитроумно сделанным сериалом», полным «низких комедий и высоких трагедий».
Редактор отдела культуры журнала Wired предполагает, что на успех сериала повлияла пандемия коронавируса, заставившая людей проводить большую часть времени дома. Именно в этот «уникальный момент» состоялся релиз «Короля тигров». Кроме того, по мнению Wired, пандемия оказалась психологически трудной для людей, и им нужно было что-то захватывающее: «В то время, когда кажется, что мы все живем в труде с дешевой фантастикой, Tiger King предлагает душераздирающее, невероятное, просто безумное отвлечение. Нам всем это нужно».

## Реакция общественности
Компания Nielsen, которая проводит маркетинговые измерения, выяснила, что в первую неделю после релиза «Король тигров» стал самым просматриваемым шоу на Netflix в США — пользователи в целом посмотрели 5,3 миллионов минут сериала. Это больше, чем у «Озарка», «Настоящего американца» и «Офиса».
Главный герой Джо Экзотик попросил о помиловании президента США Дональда Трампа, с которым соревновался за кресло в Белом доме в 2016 году. Дональд Трамп в ответ пообещал взглянуть на дело.
Третья серия, в которой рассказывается о пропавшем без вести муже Кэрол Баскин, сподвигла зрителей потребовать от полиции Флориды заново открыть дело.
Экс-боксер Майк Тайсон заявил, что это было «глупо» и «неправильно» с его стороны держать дома двух тигров в начале 1990-х. Бывший профессиональный баскетболист Шакил О'Нил, который появляется в сериале и говорит, что купил двух тигров у Джо Экзотика, в интервью после выхода шоу сказал, что «никогда не имел с ним деловых отношений».
По мотивам сериала пользователи сети начали делать мемы и косплеи, строить конспирологические теории. Фотографии в образе Джо Экзотика опубликовали Джаред Лето, Арми Хаммер и Роб Лоу. Косплей на персонажей сериала показала семья Cильвестра Сталлоне. Сериал рекомендовала к просмотру Ким Кардашьян.

## В культуре
Группа The Offspring записала кавер на песню Джо Экзотика «Here kitty kitty».